# Stylocidaris reini
Stylocidaris reini is een zee-egel uit de familie Cidaridae.
De wetenschappelijke naam van de soort werd in 1887 gepubliceerd door Ludwig Döderlein.